# Эгамбердиев, Шухрат Абдуманнапович
Шухрат Абдуманнапович Эгамбердиев (узб. Shuxrat Abdumannopovich Egamberdiyev; род. 18 декабря 1953, Ташкент, УзССР, СССР) — советский и узбекский учёный-астроном, доктор физико-математических наук (1994), профессор, академик Академии наук Узбекистана (2017). Директор Астрономического института АН РУз. Главный редактор журнала «Фан ва Турмуш».

## Биография
Родился 18 декабря 1953 года в Ташкенте. В 1977 году окончил отделение астрономии физического факультета МГУ. В 1982 году защитил там-же кандидатскую диссертацию на тему «Исследование солнечных рентгеновских ярких точек», получив учёную степень кандидата физико-математических наук. Исследование Эгамбердиева было первой научной работой в СССР, посвящённой новообразованиям в солнечной короне, которые были обнаружены при изучении изображений, переданных космической станцией «Скайлэб» и не потеряло научной актуальности до настоящего времени; современные исследования проводящиеся Астрономическим институтом АН РУз используют данные, полученные с космических аппаратов «Hinode» и «Обсерватории солнечной динамики».
С 1982 по 1985 годы работал как молодой учёный в Астрономическом институте АН УзССР, с 1985 по 1986 годы — старшим научным сотрудником, с 1986 по 1995 годы — заведующим отделом солнечной физики, с 1995 года возглавил руководство институтом. В 1994 году защитил в МГУ докторскую диссертацию, получив учёную степень доктора физико-математических наук. Научная работа была связана с изучением глобальных акустических колебаний Солнца в ходе реализации международной программы IRIS (International Research on the Interior of the Sun) и базировалась на непрерывных наблюдениях солнечных осцилляций в течении полного цикла солнечной активности (период наблюдений составил свыше 10 лет). С 1987 по 2002 годы активно участвовал в проекте IRIS, возглавлял группу предварительной обработки, калибровки и анализа данных. Усилиями учёного узбекская станция сети IRIS на горе Кумбель стала наиболее информативной, на её долю пришлось около 40% всех полученных данных проекта. Самым значительным результатом исследований, проводившихся Астрономическим институтом АН РУз по программе IRIS, вошедшим в десятку важнейших достижений в области астрономии в 1996 году, стало уточнение скорости вращения солнечных недр из вращательного расщепления нерадиальных мод.
В 1995 году участвовал в гелиосейсмическом проекте - TON (Taiwan Oscillation Network), исследовавшем физику Солнца посредством наблюдений за локальными акустическими колебаниями в солнечной атмосфере. Был разработан метод акустической томографии, который был успешно применён для измерения глубины залегания солнечных пятен. Эти исследования стали первыми попытками оценки данного параметра по результатам реальных наблюдений.
В 2000 году был избран главным учёным секретарём АН РУз. С 2003 по 2005 годы работал также заместителем советника президента Узбекистана по науке, образованию и здравоохранению. С 2002 года возглавляет редакцию журнала «Фан ва Турмуш» — самого известного научно-популярного журнала Узбекистана, выходящего на узбекском и русском языках. Член Международного астрономического союза и Евро-азиатского астрономического сообщества. С 2002 по 2003 годы избирался главным секретарём Ассоциации Академий наук Азии, состоящей из 28 стран-участников. В 2017 году был избран действительным членом Академии наук Узбекистана.
Является автором более 120 научных публикаций, посвящённым вопросам солнечной физики, астроклимату и истории астрономии и 80 статей по общим темам, редактором двух сборников изданных по материалам конференций проекта IRIS.

## Награды
- Заслуженный деятель науки Узбекистана (2022)[3]
- Орден Академических пальм (2015)[4]